# Enamorada
„Enamorada” este un cântec al interpretei mexicane Paulina Rubio. Acesta fost compus de Cesar Valle și Paulina Rubio pentru cel de-al patrulea material discografic de studio al artistei, Planeta Paulina. „Enamorada” a fost lansat ca cel de-al doilea single al albumului în anul 1996.
Cântecul a urcat până pe locul 8 în țara natală a lui Rubio, Mexic. Videoclipul a devenit obiectul unor controverse datorită promovării unor imagini cu persoane de același sex ce au o relație amoroasă.

## Clasamente
| Clasament           | Poziția maximă | Referință |
| ------------------- | -------------- | --------- |
| Mexic Singles Chart | 8              | [ 2 ]     |